# Meu Reino por um Shopping
"Meu Reino por um Shopping" é o centésimo sexagésimo nono episódio da série A Grande Família e o vigésimo nono da quinta temporada.

## Sinopse
Um shopping será construído no bairro da família Silva, e para isso a construtora precisa demolir a casa, o salão de Marilda, e a pastelaria de Beiçola. Bebel e Tuco adoram a ideia, ao contrário de Lineu, que recusa a proposta, e de Agostinho.
Perante a situação, Djalma (Guilherme Piva), o representante da construtora, oferece o triplo do valor inicial. Agostinho fica sabendo da proposta e diz para a vizinhança que Lineu irá receber mais que os outros moradores, fazendo com que Beiçola vá na construtora para exigir receber o mesmo valor. Porém, a construtora decide que, como Lineu não aceita que a casa seja demolida, o shopping será construído em seu redor.

## Audiência
O episódio teve uma excelente média: 40 pontos.